# Mobiler Flugfunkdienst über Satelliten (R)

Prinzip des Mobilen Flugfunkdienstes über Satelliten

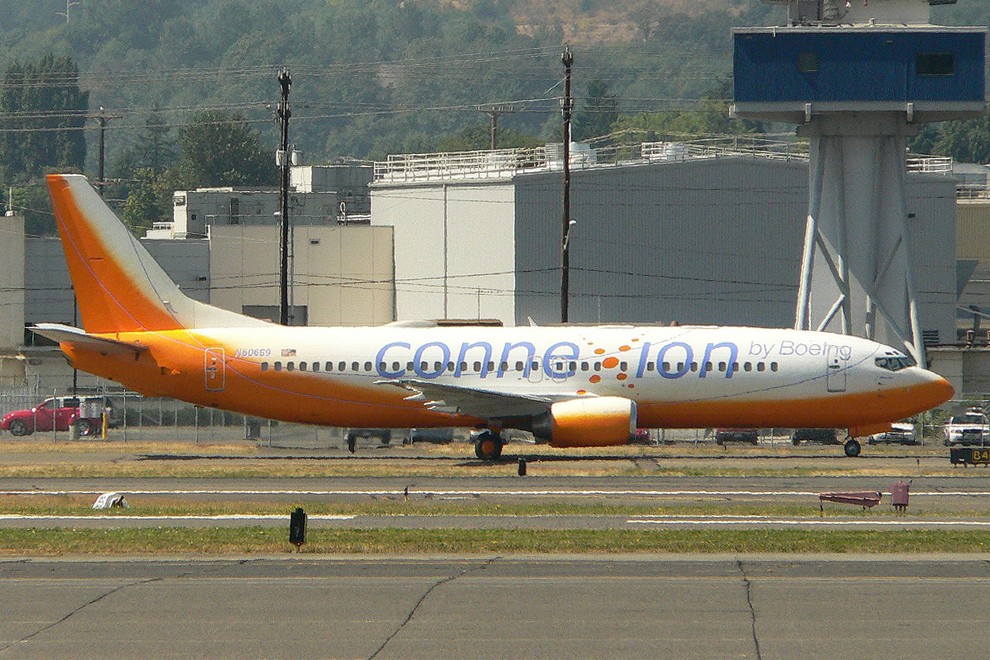
Testflugzeug mit Satelliten-Internetzugang, 2005

Der Mobile Flugfunkdienst über Satelliten (R) (auch Beweglicher Flugfunkdienst über Satelliten (R); englisch aeronautical mobile-satellite (R) service) ist entsprechend der Definition der Vollzugsordnung für den Funkdienst (VO Funk) der Internationalen Fernmeldeunion (ITU) ein Mobilfunkdienst über Satelliten, der dem die Sicherheit und Regelmäßigkeit der Flüge betreffenden Funkverkehr vorwiegend auf nationalen oder internationalen zivilen Luftverkehrsrouten vorbehalten ist. Das (R) symbolisiert in diesem Zusammenhang Nutzung nur für Flüge auf zivilen Routen (route).

## Einteilung
Die VO Funk kategorisiert diesen Funkdienst wie folgt:
Artikel 1.35 bis 1.37:
- Mobiler Flugfunkdienst über Satelliten
  - Mobiler Flugfunkdienst über Satelliten (OR), Flüge außerhalb ziviler Flugverkehrsrouten (off-route), meist militärische Flüge
  - Mobiler Flugfunkdienst über Satelliten (R), Flüge auf zivilen Flugverkehrsrouten (route)